# Alain Pieters
Pour les articles homonymes, voir Pieters.
Alain Pieters, né à Berchem le 28 juillet 1958 est un homme politique belge, membre d'Ecolo.
Il s'affilie à Ecolo en 1989. Conseiller communal puis député wallon, il quitte la vie politique active en 2005.
Au début de ses études, il milita deux ans au mouvement marxiste-léniniste, qu'il quitta en 1979, en désaccord avec sa ligne strictement prochinoise; diplômé de la faculté de médecine vétérinaire de l'ULiège, il s’est établi à Herstal comme vétérinaire et continue à y exercer cette profession.

## Carrière politique
- conseiller communal de Herstal (1995-2000)
- député wallon (1999-2004) en suppléance de Nicole Maréchal, devenue ministre